# Croizatia neotropica
Croizatia neotropica är en emblikaväxtart som beskrevs av Julian Alfred Steyermark. Croizatia neotropica ingår i släktet Croizatia och familjen emblikaväxter. Inga underarter finns listade i Catalogue of Life.